# Ad salutem humani
Ad salutem humani -en español, Para la salud del [género] humano- es la 16.ª encíclica del papa Pío XI, fechada el 20 de abril de 1930, con motivo del XV centenario de la muerte de San Agustín, obispo de Hipona, en la que expone las virtudes del santo y cómo su ejemplo y sus enseñanzas han permanecido presentes en la Iglesia y en la cultura de Occidente.

## El XV centenario de San Agustín
La conmemoración del XV centenario de la muerte de San Agustín coincide en un momento en que la teología vuelve su vista hacia la patrología, el teólogo polaco Eric Przywara define a Newman -un adelantado de este movimiento- como «el verdadero y único Agustín redivivo de los tiempos modernos». Por otra parte, sigue presente la recomendación de Santo Tomás contenida en la Aeterni Patris de León XIII, y precisamente en 1930 se cumple el 50 aniversario de la Academia de Santo Tomás.
Expresión de esa doble orientación es la Settimana Agostiniana-Tomista que se celebra en Roma, del 23 al 30 abril; precisamente el 22 de conoce que el papa publicará, con fecha 20 de abril, una encíclica conmemorativa del XV centenario de San Agustín. Días después designa a Lépicier, prefecto de la Congregación de Religiosos, su legado en el Congreso Eucarístico de Cartago, al que se refiere en su encíclica.

## Contenido de la encíclica
Comienza el papa recordando cómo Jesús asiste a su Iglesia

Ad salutem humani generis constitutae providenter Ecclesiae quod Christus Iesus usque adhuc adfuerit praesentissimus sitque in posterum adfuturus
Para la salvación del género humano Jesucristo ha constituido su Iglesia y hasta ahora la ha asistido providencialmente a y la asistirá en el futuro.
Comienzo de la encíclica

y si esto es congruente con la naturaleza de la Iglesia y con la promesa del mismo Cristo, también se deduce de la propia historia, pues ante todas las pruebas por las que ha atravesado la Iglesia la providencia deivina ha puesto los medios para resolverlas; y entre ellas destaca la persona de San Agustín quien, tras haber sido en su época una luminaria, vencedor de las herejías, ha continuado a lo largo de los siglos iluminando a la Iglesia.
Cumpliéndose el año en que se escribe la encíclica el XV centenario de su muerte, el papa quiere participar a las celebraciones de este aniversario, exhortando a todos a dar gracias a Dios por los beneficios que ha supuesto San Agustín para la Iglesia, penetrando además en sus enseñanzas. Continúa la encíclica recordando las alabanzas que los papas -desde Inocencio I a León XIII- han hecho del santo y cómo se han apoyado en sus enseñanzas para defender la fe. En todo caso, antes de comenzar a exponer sus enseñanzas hace notar que todas esas alabanzas 

deben tomarse en su valor propio, y no en el sentido en que algunos de ellos,  de sentimientos no católicos, entendieron como si la autoridad de las sentencias de Agustín fuera puesta por delante de la autoridad de la Iglesia docente
Encíclica Ad salutem humani: AAS vol. XXII, p. 204.

La encíclica muestra el proceso de conversión de Agustín, como la oración de su madre tuvo respuesta en la gracias de su conversión y la autoridad humana que su cambio de vida da a toda su enseñanza, Enseguida Pío XI pasa a exponer las características de la predicación de Agustín: la fuerza con que muestra la necesidad de valorar ante todo los bienes del espíritu, ordenando a ellos los bienes materiales, su confianza y completa sumisión a la autoridad de la Sede Apostólica. Así declaró abiertamente que 

esta unidad de la Iglesia universal, no menos que la inmunidad de su magisterio ante cualquier error, no sólo procedía de su Cabeza invisible Cristo Jesús, que «gobierna su cuerpo desde el cielo». Por eso, cuando la herejía pelagiana comenzó a extenderse y sus seguidores intentaron, con engaño y astucia, confundir las mentes y almas de los fieles, los Padres del Concilio Milevitano que, además de otros Concilios, se reunieron, por obra y casi bajo la guía de Agustín, ¿acaso no presentaron a Inocencio I las cuestiones que discutieron y los decretos que se hicieron para resolverlas para que él los aprobara? Y el Papa, en respuesta, elogió a esos Obispos por su celo por la religión y por su alma muy devota al Romano Pontífice,
Encíclica Ad salutem humani; AAS vol- XXII,  p. 212

La encíclica continúan exponiendo de un modo sumario la predicación y las enseñanzas de San Agustín sobre cómo la belleza de la tierra nos habla de su Creador; la omnipotencia e inmutabilidad de Dios, manifiesto en su nombre -El que es- tal como lo reveló a Moisés. Expuso también cómo ha de entenderes la Santísima Trinidad, aunque su misterio se mantenga ante la fe. Con cierta amplitud la encíclica recoge el pensamiento de San Agustín, sobre el sentido de la historia, tal como lo manifestó en De la ciudad de Dios, es recogido en la encíclica mostrando el alcance de la Providencia divina, el sentido sobrenatural con el que han de considerarse los acontecimientos terrenos, y la responsabilidad que recae sobre los gobernantes, que han de estar también atentos al bien espiritual de sus súbditos. 
Presenta la encíclica las enseñanzas de San Agustín del papel insustituible de la gracia en la vida cristiana, y su concierto con el libre albedrío; resumiendo así esta doctrina:

no se debe enseñar, o que en el hombre caído de la prístina integridad el libre albedrío es una palabra sin realidad, como gustó a los primeros innovadores y jansenistas; o que la gracia divina no se concede gratuitamente y no puede hacer todo, como soñaron los pelagianos
Encíclica Ad salutem humani; AAS vol- XXII,  p. 223.

Pio XI, tomando ocasión de estas verdades, señala como su negación se refleja en el modo erróneo en que, a partir del siglo XVIII, se plantea por parte de algunos la educación de la infancia y de la juventud; unos métodos que él ya reprobó en Divini illius Magistri (31.12.1020) y Benedicto XV en Pacem Dei munus (23-05.1920). Recuerda también la necesidad de luchar con la inclinaciones al mal, presentes en la naturaleza caída, recogiendo cómo San Agustín urgía en su predicación a esa lucha, y la necesidad de la oración, a la que el papa urge a los obispos, receptores de la encíclica.
Tras haber expuesto las enseñanzas de San Agustín, la encíclica recuerda su virtud heroica en el ejercicio de su misión pastoral, que centrada en su diócesis, no olvida a toda la Iglesia, y en especial a la asentada en el África romana. Ante todo como hacía compatible su actividad pastoral, con una intensa vida interior; la fuerza con que combatía el error, y la caridad y comprensión hacia los que sostenían esos errores. También con qué acierto y empeñó promovió la vida en estado de perfección; la fecundidad de la Regla que estableció y que ha servido para tantas comunidades religiosas. Destaca también la encíclica la caridad heroica que recomendó y vivió ante la invasión de los bárbaros que llegaron a asolar la misma Hipona, en la que permaneció hasta la muerte, consciente de la especial necesidad que tenían los cristianos de los sacramentos y la atención sacerdotal, en unos momentos tan difíciles.
El papa concluye la encíclica recordando la veneración de los restos de San Agustín, restituidos por León XIII, a la iglesia de San Pietro in Ciel d'Oro, en Pavia; y su esperanza por los frutos del Congreso Eucarístico Internacional que se celebraría en Cartago conmemorando así al santo obispo de Hipona.